# رضی‌الدین حنبلی
رضی‌الدین، ابن حنبلی(۹۰۸-۹۷۱ قمری‌/۱۵۰۲-۱۵۶۳ میلادی)  (نسب: ابوعبدالله رضی‌الدین محمد بن ابراهیم بن یوسف ابن عبدالرحمان حلبی‌)، مورخ، لغت شناس، شاعر و فقیه حنفی مذهب اهل حلب بود. دلیل لقب ابن حنبلی از بهر این است که نیای بزرگش عبدالرحمان، قاضی حنابله در حلب بود.
ابن حنبلی بسیار به آموزش، نوشتن و تألیف می‌پرداخته است و در بسیاری از دانشها چیره‌دست بوده‌است. او شاگردان فراوانی را پرورانیده بوده‌است. دائره المعارف بزرگ اسلامی ۷۳ اثر نوشته وی را نام برده است که گرچه از آن میان، نسخه‌هایی از بسیاری همکنون نیز دردست هستند، اما برخیشان هم نابود شده‌اند. بسیاری از نسخه‌های خطی کتاب‌های وی هنوز چاپ نشده‌اند.